# Eupelmus xestias
Eupelmus xestias är en stekelart som beskrevs av Perkins 1910. Eupelmus xestias ingår i släktet Eupelmus och familjen hoppglanssteklar. Inga underarter finns listade i Catalogue of Life.